# Versajska palača
Versajska palača (francosko Château de Versailles, Palais et parc de Versailles) je bila rezidenca francoskih kraljev Ludvika XIV., Ludvika XV. in Ludvika XVI. Stoji na 11 hektarjih zemljišč blizu kraja Versailles, jugozahodno od Pariza in je obkrožena z 815 hektari vrtov oziroma parkov. Ta palača je znana v svetu po svoji lepoti, kot tudi po pomembnih dogodkih, ki so se tu odvijali. Kralji so s svojimi dvorjani stanovali v palači od 1682 do 1789, z izjemo nekaj let v obdobju regentstva Filipa, vojvode Orleanskega (1715–1723). Versajska palača je postala simbol vrhunca francoske monarhije.
Versajska palača je nastala iz lovskega dvorca Ludvika XIII., ki so ga od leta 1661 dalje pomembno dogradili arhitekti Ludvika XIV.: Louis Le Vau, François d'Orbay, Jules Hardouin-Mansart in Robert de Cotte. Notranjo dekoracijo je oblikoval Charles Le Brun, vrtove André le Notre. Tako je nastal po mnenju mnogih najlepša palača v Evropi. V Versajski palači je živelo je okoli 6.000 ljudi, vrtovi so okrašeni s številnimi fontanami in zelenjem. V palači se nahaja tudi znameniti ura. Pomembna dvorana je Galerija ogledal, v kateri je bila leta 1919 podpisana Versajska mirovna pogodba in tako končana prva svetovna vojna. Kot kraljeva rezidenca je prenehala leta 1789, po francoski revoluciji.

### Palača in park v številkah
Površina palače znaša 67.121 m², od katerih je okoli 50.000 odprto za javnost. V njej je 700 sob, 2.512 oken, 352 dimnikov (v 18. stoletju 1252), 67 stopnišč in 483 ogledal. Tu je tudi okoli 6.000 umetniških slik, 2.100 skulptur in 5.000 kosov pohištva in drugih umetniških predmetov.
Park se razprostira na 815 hektarih (8.000 pred revolucijo), od česar je 93 hektarov vrtov. V parku raste 200.000 dreves in stoji 50 večjih vodnjakov. V njem je tudi več objektov in drugih elementov kot so: Veliki in Mali Trianon, kraljičina vas, Veliki in Mali kanal, zverinjak, oranžerija in Švicarsko jezero.

## Arhitekturna zgodovina

### Prvi lovski dvorec
Ime Versailles vsebuje nekdanji koren – versare, kar pomeni 'kopati' in se nanaša na vas in njive okoli vasi. V vasi Versailles so se nahajale ruševine starega gradu in mlin, ki ga je Ludvik XIII. uporabil kot zatočišče kadar je šel na lov. Leta 1623 je kralj na mestu mlina zgradil majhno lovsko kočo, v kateri je leta 1624 prvič prenočil. François de Bassompierre je opisal to kočo kot »ubogi grad, ki ga mu ne bi zavidal niti siromašni plemič.« Ko je kralj povečal svojo posest v Versaillesu, je njegov arhitekt Philibert Le Roy med letoma 1631 in 1634 razširil stavbo v trokrilni lovski dvorec. Stari grad je bil kasneje odstranjen.
Dvorec je bil obkrožen z obzidjem, zgrajenim iz opeke in kamna peščenjaka. Okrašen je bil v slogu zgodnjega francoskega baroka. Ta zgradba se še vedno lahko identificira kot zgradba, ki obkroža Marmorno dvorišče, najmanjše od treh reprezentančnih dvorišč Versajske palače. Po smrti kralja Ludvika XIII. je dvorec nasledil njegov naslednik, Ludvik XIV. Mladi kralj je bil po prevzemu oblasti leta 1661 tukaj pogost obiskovalec.
Odločilen impuls za izgradnjo nove palače v Versaillesu je dal minister za finance Nicolas Fouquet. On je sebi zgradil spektakularno graščino Vaux-le-Vicomte, ki je pustila trajen vtis na dvorni barok v Franciji, a tudi razjezila kralja. Ludvik XIV. je zaslutil da je Fouquet zgradil grandiozen dvorec z denarjem iz državne blagajne, zato ga je zamenjal in zaprl v ječo. Graščina Vaux-le-Vicomte, arhitekta Luisa le Vaua, arhitekta parkov André Le Nôtrea in dekoraterja Charlesa Le Bruna, je demonstrirala umetniško integracijo arhitekture in hortikulture, ki je bila v skladu s kraljevo namero da zase zgradi moderno rezidenco. Ludvik je najel prej omenjene mojstre in jim poveril povečanje malega dvorca svojega očeta. 6. maja 1682 je kralj demonstrativno prestavil svoj dvor na to novo lokacijo.

### Gradnja palače
Kralj je nasprotoval nasvetu svojih arhitektov, da bi zgradili povsem novo palačo, tako da je bil lovski dvorec sčasoma adaptiran in vklopljen v novo strukturo. Najprej so v obdobju od 1668 do 1671 dopolnili obzidje in zgradba Ludvika XIII. je dobila obliko črke U (Corps de Logis). Zgradba je imela, namesto kasneje zgrajene Galerije ogledal, veliko teraso na vrtni strani v pritličju. V južnem krilu starega dvorca je bila narejena kraljičina dvorana, v severnem kraljeva. Od 1678 do 1684 je Jules Hardouin-Mansart nadgradil teraso in sosednje salone z Galerijo ogledal in ustvaril salonae vojne in miru. Tako je zaprl glavno fasada Corps de Logis. Originalno ravne preklade oken so bile predelane v ločne, ki odgovarjajo obliki ogledal v galeriji.
Istočasno z razširitvijo Corps de Logis se je začelo delo na izgradnji severnega in južnega krila palače. Obe krili sestavljata dve dolgi vzporedni zgradbi, ena na strani proti vrtu, druga proti mestu. To sta pravokotni, med seboj povezani zgradbi z nekaj dvorišči. Izgradnja južnega krila je trajala do leta 1684, kasneje začeto severno krilo se je gradilo do leta 1689. Dela na mestni strani severnega krila niso bila dokončana zaradi stroškov devetletne vojne in so jih končali v 19. stoletju. Da bi lahko zgradili severno krilo, so morali podreti Jamo nimfe Tetide (Grotte de Thétys), s kipi in fontanami okrašena jama iz leta 1664. Kipe so prenesli v park dvorca Mali Trianon. Na mestu jame nimfe Tetide so leta  1710 zgradili dvorno kapelo, do katere je mogoče priti iz severnega krila.
Po preselitvi dvora v Versajsko palačo leta 1682, je na izgradnji nove palače delalo 22.000 ljudi, a je, po podatkih sodobnikov, število delavcev leta 1685 doseglo 36.000. Ob koncu 18. stoletja je bila izgradnja Versajske palače končana v današnjem obsegu. Fasada, ki gleda proti vrtovom je dolga 670 metrov.
Zgradbe stojijo okoli niza dvorišč v sredini vsake in skupaj tvorijo velik del mesta, orientirane pa so tako, da vodijo k središču palače. Veliko Ministrsko dvorišče se navezuje na Kraljevo dvorišče in na koncu na manjše Marmorno dvorišče pred prvotnim lovskim dvorcem. Glavna zgradba starega dvorca je služila kot kraljeva rezidenca in stanovanje njegove družine, stranska krila in ostale zgradbe pa dvorjanom.
Fasada palače proti vrtovom je oblikovana v slogu francoskega klasicističnega baroka. V arhitekturi dominirajo horizontale, strogost fasade iz peščenjaka razbijajo samo stebri in okrasne skulpture. Vrhnja balustrada na drugem nadstropju je okrašena s kamnitimi vazami in predstavami trofej. Fasada obrnjena proti mestu je zgrajena v starejšem prilagojenem slogu Marmornega dvorišča. Zgrajena je iz opeke s poudarjenimi elementi iz peščenjaka. Louis de Rouvroy de Saint-Simon je opisal kontrast arhitektonskih slogov kot »čudovit in grd, vendar sešit«.
V obdobju Ludvika XV. je bila ustvarjena nova dekoracija mestne fasade palače v slogu klasicizma. Staro fasado so okrasili z obdelanim kamnom tako, da je spominjala na fasado proti vrtovom. Načrtovana je bila tudi kupola nad glavno zgradbo. Zaradi finančnih težav so od leta 1771 obnovili samo propadli del fasade, ki se od tedaj imenuje Gabrijelovo krilo. Paviljon nasproti njega, tako imenovano Dufurovo krilo, je bil prilagojen v 19. stoletju zaradi simetrije (dela so trajala pol stoletja). Danes so na fasadah vidni mnogi arhitekturni slogi. Okoli leta 1780 so obstajali načrti da bi se celotna zgradba preuredila v slogu revolucionarne arhitekture. Projekt ni bil realiziran.

## Notranja dekoracija
Državniške dvorane oblikovane v obdobju Ludvika XIV. so služile za glorifikacijo Sončnega kralja. Dekoracija v štuku, kot tudi teme slik so poveličevale politične in gospodarske uspehe kralja in njegovih predhodnikov. Veliko je motivov iz grške mitologije, ki se kot alegorije prenašajo na kralja in njegova dela. Ludvik je vedno predstavljen in oblečen kot bog Apolon. Kot tudi starodavni bog svetlobe in Sonca, Ludvik nosi avro mistične božanske narave, ki se ne zoperstavlja cerkvi, ker je Ludvik tudi absolutni kralj katoliške Francije. Primerjava z Apolonom prispeva k njegovemu ugledu kralja Sonca.

### Galerija ogledal in kraljeva spalnica
V središču palače v prvem nadstropju in celi njegovi dolžini se razteza 75 metrov dolga in 10 metrov široka Galerija ogledal (znana tudi kot Galerija Ludvika XIV.), ki povezuje salona vojne in miru. Saloni so bili nekoč hodniki do apartmajev kraljevskega para, kjer je bil salon vojne namenjen kralju, salon miru kraljici. Galerija je okrašena s 30 slikami na stropu uokvirjenih s štukaturnim okrasjem, ki glorificira kralja, s 357 ogledali in marmornimi pilastri, kar vse pusti izjemen vtis na obiskovalca. Sedemnajst velikih ogledal ustreza istemu številu ločnih oken na vrtni fasadi. Ogledala odražajo podobo parka in svetlobo Sonca podnevi, ponoči pa kažejo svetlobo sveč.
Galerijo ogledal so uporabljali tudi za proslave, njena osnovna funkcija pa je bila funkcija dvorne promenade, kjer so se dvorjani zbirali v upanju da bodo srečali kralja. Ker se niso smeli direktno obračati na kralja, so upali da se bo on obrnil k njim ali da jih bo povezal kakšen vpliven posrednik. Velikost dvorane je bila namerno izbrana tako, da se je lahko na oddaljenosti obšlo neželjenega sogovornika.
Na sredini galerije se nahaja prehod k osrednji spalnici. Nekoč je bil tukaj salon, ki je povezoval sobe kralja in kraljice. Po smrti Marije Tereze Avstrijske je soba izgubila to funkcijo in postala soba za oblačenje, od leta 1701 pa kot posebna spalnica Ludvika XIV. To je bil prostor, kjer so se odvijale znane ceremonije kraljevega prebujanja in počitka, ki je tukaj v središču svoje palače in svoje države simboliziral dnevni ciklus Sonca in svoje kraljevine. V tej sobi je tudi umrl 1. septembra 1715.

### Dvorna kapela
Preden je bila dvorna kapela zgrajena v severnem delu palače, je bila predvidena na več lokacijah. Jules Hardouin-Mansart je najprej načrtoval kapelo s kupolo v sredini severnega krila, a so bili ti načrti opuščeni. Današnja kapela ima dve nadstropji in je visoka 25 metrov. Zgornje nadstropje je bilo namenjeno kraljevi družini, nižje za dvorjane. Po obliki kapela vsebuje srednjeveško gotiko in baročno cerkveno arhitekturo. Tri freske različnih slikarjev prikazujejo Boga očeta, sina in svetega duha. Cerkvene orgle imajo še originalno pozlato. V tej kapeli sta se poročila kralj Ludvik XVI. in Marija Antoaneta.

### Opera
Velika operna dvorana je služila tudi za bankete, zabave s petjem in za izvajanje iger. Leseno gledališče za 712 gledalcev, z zelo dobro akustiko, je zgradil Ange-Jacques Gabriel v severnem krilu med letoma 1769–1770. Odrska struktura je visoka in globoka 21 metrov, široka pa 7 metrov. Kraljeva loža je v spodnjem nivoju in nima balkona. Ta rešitev naj bi kralju Ludviku XV. omogočala da je prihajal in odhajal neopažen. To je odraz večje želje po zasebnosti, ki so jo uveljavljali nasledniki Sončnega kralja.

### Ostali prostori
Ostali pomembnejši prostori Versajske palače so še: Salon volovskih oči (Salon Oeil de boeuf, imenovan po dveh velikih okroglih oknih), Herkulesov salon in kraljičina spalnica. Velike reprezentančne dvorane v slogu Ludvika XIV. praktično niso bile spremenjene od svojega nastanka, razen pohištva. Ludvik XV. in njegova družina so bolj cenili svojo zasebnost, kar se vidi po intimnejših apartmajih v slogu Ludvika XV. Zadnje spremembe notranje ureditve palače so se zgodile v obdobju Ludvika XVI. in Marije Antoanete (slog Ludvika XVI.). Z odhodom kraljeve družine iz palače oktobra 1789 se je končala doba Versajske palače kot priljubljene kraljeve rezidence.
Notranjost palače se je skozi uporabo ves čas menjala in dopolnjevala. Niso menjali v skladu z vladajočo modo samo dekoracijo v dvoranah in salonih (zidne obloge v mnogih sobah so bile premične, da bi poleti in pozimi za dekoracijo uporabljali različne materiale in motive), ampak so bili zamenjani celotni apartmaji, vse od vrat in z novim razporedom. Tako je bila spalnica Ludvika XVI najprej nasproti kraljičine, po njeni smrti leta 1683 pa premeščena južneje, in nazadnje za Galerijo ogledal in proti vzhodu od koder se zjutraj pojavi sonce. Nekdaj imenitno Stopnišče ambasadorjev je bilo zamenjano s sobami za hčer Ludvika XV., s postavljanjem muzeja v 19. stoletju je bilo umaknjeno več plemiških stanovanj v južnem krilu.
Versajska palača je imela stotine sob in dvoran v katerih so se menjavale dvorane za reprezentanco s stanovanjskimi deli, od katerih se je le manjše število ohranilo do danes. Leta 1789 je imela palača 288 stanovanj, 1.252 ogrevanih sob in 600 sob brez kamina. Kraljeva družina je razpolagala z 152 sobami.
Kljub razkošju palača ni bila udobna za življenje. Življenje na dvoru je kraljevi družini in dvorjanom odvzela vso zasebnost. Sobe so stale v nizu in imele visoke strope, bile so znane po prepihu in slabem gretju (v hudi zimi leta 1709 so steklenice z likerjem pokale od mraza). Ni bilo, kot tudi drugje po Evropi, tekoče vode, niti stalnih stranišč. Ljudje so v sili uporabljali posebej prirejene stole in nočne posode in se pri tem niso umaknili od ljudi. Ludvik XVI. je bil  prvi, ki je imel stranišče v Franciji z izpiranjem kot tudi več prostorov za kopanje v pritličju. Imel je veliko marmorno kad, ki pa se ni ohranila.

## Zunanjost

### Vrtovi
Versajski vrtovi so se urejali v treh fazah: 1662–1667, 1668–1677 in 1678–1689. Prvotni vrt so razširili in preuredili arhitekt Louis Le Vau, slikar Charles Le Brun in krajinski arhitekt André le Notre. Nastal je eden najpomembnejših parkov v Evropi. Park je obdržal svojo nespremenjeno baročno strukturo do francoske revolucije. V 18. stoletju je bilo v Evropi popularno urejanje parkov ob palačah v angleškem slogu. Ta moda je nekoliko vplivala tudi na Versajske vrtove.
Kot palača so tudi vrtovi služili glorifikaciji Sončnega kralja. Vrtovi so polni odprtih ali skrivnih aluzij posvečenih kralju. Vodnjaki in kipi prikazujejo teme iz mitologije, ki se simbolično nanašajo na Ludvikovo vladavino. Vrtovi se terasasto dvigajo proti palači, kar prav tako nakazuje kraljev položaj. Zvezdasta križišča so postavljena povsod po parku, glavne poti vodijo k dominantni osi,  ki se razteza od Velikega kanala do palače in naprej proti mestu. To je simbol poti, ki vse vodijo do kralja. Blizu glavne zgradbe palača se nahajata dve umetni jezeri okrašeni s kipi, ki simbolizirajo francoske reke.
Od severnega in južnega krila palače si sledijo dekorativne skulpture in vaze. Bolj oddaljene se pojavljajo manjši dvorci in dvorane na prostem. Saloni so simulirani med drevjem in živimi mejami, okrašeni s kipi, vodnjaki in oblikovanim grmičevjem. Med najbolj znanimi atrakcijami je Mansartova krožna kolonadna fontana. Sam Ludvik XIV. je napisal prvi vodič po svojih vrtovih, v katerem je predlagal najlepšo pot obhoda parka:
»Vzpnemo se do Apolonovega vodnjaka in tu obstanemo, da bi občudovali kipe in vaze Kraljeve aleje, Vodnjak boginje Leto in palačo. Od tu se vidi Veliki kanal. Kdor želi v istem dnevu obiskati menažerijo in Trianon, mora te obiskati najprej in šele nato ostale vodnjake.«
Na koncu tako imenovane zelene preproge, ki povezuje dvorni vrt z ostalim delom, se nahaja Apolonov vodnjak, iz katerega se bog Sonca simbolično dviga v smeri kralja. Za tem umetnim jezerom se začne Veliki kanal v obliki križa. Kanal deli vrtove, imel pa je tudi funkcijo  odvodnjavanja močvirnega zemljišča. V času gradnje kanala je umrlo več delavcev tudi zaradi malarije. V obdobju Sončnega kralja so po kanalu vozile gondole k majhnemu naselju z imenom Male Benetke. Tu je bila zasidrana kopija vojne ladje. Na južnem koncu kanala se je nahajal velik zverinjak. Ludvik XIV. je imel v njej afriškega slona (1668–1681), ki ga je dobil kot diplomatsko darilo od Portugalske.
Za dotok vode v vrtove je bil razvit sistem akvaduktov in vodovodov. V bližini mesta Marly le Roa je tisoče delavcev poganjalo Machine de Marly, veliko črpalko, ki je črpala vodo iz Sene v vrtove. Sistem cevi je bil dolg več kot 160 kilometrov. Kljub temu orjaškemu in sofisticiranemu sistemu, načrpane količine vode niso dovoljevale da bi vsi vodnjaki delovali istočasno. Ko je kralj Ludvik XIV odšel na sprehod, so delovali le tisti, poleg katerih je tisti trenutek hodil. Po njegovi vladavini so vodnjaki delovali samo dve uri na dan. V času Ludvika XIV so dele parka zasadili z drevjem, ga vzeli iz drugih delov in presadili. Podoben poseg je bil izveden v 1990-ih.

### Nekdanji labirint
Labirint je bil del parka trapezne oblike, površine nekaj več kot hektar, ki se je nahajal v Malem parku. Bil je bogato okrašen kot del dvorne palače. Prvi načrt za labirint je bil narejen leta 1661, izgradnja pa se je začela leta 1664. V obdobju 1672–1681 so vrtove okrasili z 39 vodnjaki. Vsi so predstavljali prizore iz Ezopovih (La Fontenovih) basni. Vsak vodnjak je imel napis na medeninasti plošči iz katerih se je Ludvik XIV. naučil brati. To ni bil običajen labirint v katerem je bilo treba najti izhod, temveč je bil organiziran tako, da se poleg vsakega vodnjaka prišlo točno enkrat. Ker je bilo vzdrževanje labirinta drago, so ga kasneje pustili propasti. Leta 1774 je bil ukinjen in spremenjen v del vrtov z imenom Kraljičin vrt.

### Oranžerija
Pred južnim krilom palače stoji oranžerija, ki jo je oblikoval Hardouin-Mansart, ki je zamenjala starejšo in manjšo Louisa Le Vauja. Masivna konstrukcija je izkoristila naravno pobočje hriba. Levo in desno od nje sta stopnišči s 100 stopnicami. Osrednja galerija je dolga 155 metrov. Oranžerija je s svojimi velikimi ločno oblikovanimi okni zgrajena iz kamna in je izjemen primer francoskega kamnoseškega izdelka. Pred zgradbo je prostor, ki so ga poleti krasili pomarančevci, ki so jih pozimi hranili v steklenjaku. Na obeh straneh vrtov je bila vodna površina imenovana Švicarsko jezero.

### Zelenjavni vrt
Vzhodno od Švicarskega jezera se je nahajal kraljev zelenjavni vrt, zgrajen leta 1678. Poleg svoje uporabne vrednosti, je bil umetniško okrašen v slogu francoskih renesančnih vrtov. Tu še  danes gojijo jagode, smokve, grozdje in drugo sadje in zelenjavo.

### Manjši dvorci znotraj kompleksa
V Versajskih vrtovih se nahaja več manjših dvorcev: Veliki Trianon, Mali Trianon in Kraljičina vas.
Prostran Veliki Trianon (Grand Trianon) je iz obdobja Ludvika XIV. Bil je privatna rezidenca kralja in njegove družne, a je bil sčasoma odprt tudi za ostale dvorjane. Sosednji Mali Trianon (Petit Trianon) je zgradil Ludvik XV. za svojo ljubico Madame de Pompadour. Ona je umrla prej preden je bil majhen klasicističen dvorec povsem dokončan. Kasneje ga je Ludvik XVI. poklonil Mariji Antoaneti. Dvorec je bil izjemno okrašen, park pa preurejen. V njem je postavljeno majhno gledališče. Kraljica je v bližini zgradila lažno vas kot je bilo tedaj v modi.
Vse te zgradbe so bile oddaljene do pol ure hoje od glavne palače in so nudile možnost počitka za kraljevi družini. Versajski kompleks je bil pravzaprav majhna mreža kraljevih rezidenc.

## Zgodovinski pomen

### Palača v obdobjih Ludvikov

#### Rezidenca Ludvika XIV. in njegovih naslednikov
Francija je bila v 17. stoletju najmogočnejša evropska država, ki je pod vladavino Sončnega kralja postala kulturni, gospodarski in politični center kontinenta. Versajska palača je bila slika francoskih dosežkov in simbol njene veličine in moči. Red v ureditvi parkov je odražal red, ki ga je Ludvik uvedel v državi.
Kralj je imel rad majhen očetov lovski dvorec. Tukaj je zgradil reprezentančno novo palačo, ki bi bila v utesnjenem Parizu nemogoča. Njegova odločitev da dvor leta 1682 preseli iz Louvra in Tuilerijske palače v Versailles, je zaznamovala naslednja stoletja francoske zgodovine. Tukaj je zasnoval slog vladavine kasneje znan kot absolutizem. Ludvik XIV. je s to potezo želel preprečiti različne upore in strogo nadzoroval plemstvo, ki je imelo pristop do njega. Preprečil je aristokraciji da se ukvarja s svojim nekdanjim delom regionalnih administratorjev in jih zamenjal z birokrati. Samo dvor je dodeljeval položaje, naslove in pristojnosti, tisti, ki so bili daleč od kralja so tvegali da izgubijo privilegije in pravice. Tako je zmanjšal nevarnost za sklepanja zarot daleč od dvora, kakršna je obstajala v obdobju vladavine njegovega očeta.
Aristokracija je bila politično oslabljena in umirjena z dragimi darili in razkošnimi proslavami. Da bi bili v skladu z zadnjo modo, sodelovanjem na proslavah in lovu, so plemiči pristajali na apanažo. Dobiti stanovanje v Versajski palači je bil poseben privilegij, s tem pa tudi iluzija da se sodeluje pri upravljanju iz centra moči. Prej močna francoska aristokracija se je prostovoljno  odrekla gradovom na podeželju da bi lahko bila v bližini kralja. Tako se je dogajalo, da so plemiči nasledili naslove vojvodstev, ki jih nikoli niso osebno obiskali. Če je kralj nekomu mimogrede omenil da bi »lahko nekaj časa preživel na podeželju«, je to zagotovo pomenilo njegov padec na družbeni lestvici. Zato se je aristokracija zelo trudila biti všečna kralju. V palači je stalno bivalo tisoče ljudi. To je bilo pravo mesto pod eno streho, s stanovanji, prostori za delo in zabavo. V hodniki in dvoranah so delali trgovci. Med tisoči aristokratskih prebivalcev so bili mnogi siromašni. Ti so stanovali na podstrešju. Victor Hugo je kasneje opisal zgradbo palače kot »dvorno kasarno«.
Francoska družba je bila zelo obremenjena s preobrazbo iz veleposestniškega v dvorno plemstvo. Plemstvo se je osvobodilo starih upravljavskih obveznosti in začelo življenje v dekadentni okolici. Breme davkov so morali prevzeti drugi in trdo delati, da bi se približali standardu življenja privilegirane aristokracije. To stanje je bilo nekaj sto let kasneje razlog za francosko revolucijo.
Pod nasledniki Sončnega kralja je Versajska palača izgubila nekdanji osrednji značaj, zato se je elegantna družba ponovno začela zbirati po podeželskih dvorcih ali v pariških salonih. Versajska palača je bila še naprej rezidenca kraljev Ludvika XV. in Ludvika XVI. Čeprav so uporabljali tudi druge palače v okolici Pariza, je bila Versajska vedno sedež vlade in center francoskega dvora. Samo po smrti Ludvika XIV. leta 1715, v obdobju regentstva Philippa d’Orléans v imenu dečka Ludvika XV., je kraljeva družina zapustila Versajsko palačo in stanovala v njegovem pariškem prebivališču Palais Royal in Tuilerijski palači.

#### Palača in javnost
V palačo  je lahko pripel vsak, ki je imel klobuk in meč. Tudi navadno ljudstvo je imelo dostop v versajske dvorane. Kraljeva družina je tako tudi obedovala v prisotnosti javnosti. Znano je, da je Marija Antoaneta rodila svojega prvega otroka v sobi prepolni gledalcev. Dostop v palačo ni pomenil tudi možnost stika z dvorjani. Ta je bil mogoč samo ob spoštovanju ustaljenih dvornih pravil in posrednikov.

#### Dvorni protokol
Že predhodniki Ludvika XIV. so imeli razvit sistem pravil v glorifikaciji francoskih vladarjev. Obred, ki je bil razvit v obdobju Ludvika XIV. je vse prekosil. Natančno je bil določen vsak postopek, od velikih proslav in sprejemov do običajnih kosil. Pravila so obstajala tudi za primer bolezni in smrti. Ko je Ludvik XV. leta 1774 zbolel za črnimi kozami v Trianonu, so ga takoj prenesli v palačo, kjer je umrl pod budnim očesom celega dvora.
Kralj je bil v tem sistemu središče skoraj božanskega oboževanja. Kraljeva naloga je bila služiti Franciji. Pomagati kralju ko se je zjutraj zbudil, mu dodati vodo ali srajco, je pomenilo najvišjo čast. Pravica biti v prisotnosti kralja, pravica govoriti v njegovi prisotnosti, celo pravica vstopiti v njegove prostore skozi določena vrata, je pomenilo določen status. Ludvik XIV. je napisal v svojih spominih:
Na splošno je eden od najpomembnejših dosežkov Naše moči da je ena stvar ki sicer nima vrednosti, dobila neprecenljivo vrednost.
Navodila se niso nanašala samo na odnos do kralja, ampak so veljala tudi za vojvode, prince, vsakega dvorjana. Protokol je določal medsebojne odnose in vsakemu dodelil mesto v dvornem družbenem sistemu.

#### Praznovanja
Da bi se bezposelni dvorjani v Versajski palači zabavali, so organizirali plese, proslave in turnirje. Kralj osebno je bil organizator rednih zabavnih večerov v svojem stanovanju.
Poleg stalnih banketov, plesov v maskah in oper, so občasno organizirali več dnevne proslave, ki so s svojo briljanco in številom povabljenih, služili za poveličevanje kraljeve slave.
Posebej dve proslavi sta dodali k slavi: med 7. in 14. majem 1664 je bila velika proslava »Zadovoljstvo Čarobnega otoka« v razširjenem parku, kjer je kralj Ludvik XIV. gostil 600 povabljenih. To je bila proslava za katero je Jean-Baptiste Lully skomponiral nove opere, Molière pa napisal igre. Zaradi velikih stroškov je ta dogodek pritegnil pozornost in zavist drugih evropskih dvorov. Leta 1668 je bila organizirana proslava »Veliko kraljevo zadovoljstvo« ob sklenitvi Aachenskega miru. Ta proslava ni bila organizirana samo zaradi kraljeve zmage, temveč tudi kot poklon njegovi ljubici Madame de Montespan. V okviru te proslave je bil izveden balet z več kot 1.200 plesalci, igralci in statisti. Glasbo je napisal dvorni skladatelj Lully, libreto pa dvorni pisec Molière.
Druge pomembne proslave so se odigrale 23. februarja 1745 in 9. februarja 1747, kot tudi ob poroki dofena in kasnejšega kralja Ludvik XVI., maja 1770.

#### Znameniti dogodki
V Versajski palači se je zgodilo več pomembnih zgodovinski dogodkov. Tu so živeli ambasadorji iz več evropskih držav, delegacije iz Siama, Perzije, Indijanci iz francoskih kolonij v Ameriki. Najpomembnejši politični dogodek je bil podpis pogodbe leta 1919. Leta 1757 je Robert-François Damiens tukaj poskušal izvesti atentat na Ludvika XV. (in bil zato razčetverjen), leta 1763 je v palači gostoval mladi Mozart. 19. septembra 1783 sta brata Montgolfier pred kraljem, kraljico in več tisoč gledalci poslala na polet z balonom ovco, petelina in raco.

### V času revolucije in po njej
V času francoske revolucije, ko je bila kraljeva družina, 6. oktobra 1789, tri leta pred padcem monarhije, prisiljena oditi v Pariz, je Versailles začel propadati, revolucionarji so palačo oropali, večina pohištva je bila prodana. Nekatera restavratorska dela je opravil Napoleon leta 1810 in Ludvik XVIII. leta 1820, vendar so se glavna prizadevanja za ponovno vzpostavitev in ohranitev Versaijske palače začela z Ludvikom-Filipom, ko je ustanovil Musée de l'Histoire de France, ki je bil namenjen »vsej slavi Francije«. Muzej se nahaja v Aile du Midi (južno krilo), ki ga je v času starega režima uporabljala kraljeva družina. Delo se je začelo leta 1833, odprt je bil 30. junija 1837. Njegova najbolj znana soba je Galerie des Batailles (Dvorana bitk), ki leži na večini dolžine v drugem nadstropju.
Krajinski arhitekt Gabriel Tuin je leta 1820 v svojem delu Plans raisonnés de toutes le espèces de jardins naredil predlog delne preureditve vrtov s katero bi se vklopil v še večjo celoto. Ta projekt ni bil realiziran.

### Razglasitev nemškega cesarstva
Versajska palača je imela velik pomen v zgodovini francosko-nemških odnosov. Od 5. oktobra 1870 do 13. marca 1871 je bila palača komandno mesto nemške armade. Po zmagi nad Francijo v francosko-pruski vojni 1870/1871 je bil 18. januarja 1871 v Galeriji ogledal za cesarja kronan kralj Viljem I. Pruski. To mesto je izbral ker mnoge zidne slike iz obdobja Ludvika XIV. prikazujejo njegove pohode na nemška ozemlja. S tem je Viljem simbolično označil ponovno zedinjenje Nemčije. Poraženi Francozi so videli v tem dejanju samo ponižanje svoje nekdanje kraljevine.
Francoska narodna skupščina se je 10. marca vrnila v Versajsko palačo iz Bordeauxa. V Pariz je bila premeščena leta 1879.

### Vloga palače v moderni Franciji
Od Tretje republike dalje se je Francoska skupščina sestajala v Versajski palači v posebej zgrajeni dvorani v južnem krilu. Tu so poslanici in senatorji izbirali predsednika republike od leta 1879 do 1953. Še danes se v palači zbirajo poslanci ob sprejemanju zelo pomembnih odločitev ali sprememb ustave. Bretonski separatisti so 26. junija 1978 izzvali podtaknjeno eksplozijo v palači, saj je za njih predstavljala simbol francoskega centralizma.
Palača in vrtovi so bili vpisani na Unescov seznam svetovne dediščine leta 1979.
Versajska palača s svojimi vrtovi, muzeji in drugimi palačami je odprta za javnost in predstavlja najbolj obiskano palačo v Franciji. Za vzdrževanje skrbi ekipa 800 ljudi. Obisk palače in muzejev se plača. Letno jo obišče okoli tri milijone ljudi. Okoli 70% obiskovalcev so tujci.